# Antonín Václav Slavíček
Antonín Václav Slavíček (1. ledna 1895 Rozseč – 27. října 1938 Zlín), byl český malíř, grafik a ilustrátor.

## Život
Narodil se v Rozseči do rodiny rolníka Václava Slavíčka. Obecnou školu absolvoval v Nové Říši a měšťanskou školu v Dačicích. Následně studoval od roku 1913 malířství a grafiku v Praze na uměleckoprůmyslové škole u prof. E. Dítěte, V. H. Brunera a K. Špilara. Po vypuknutí první světové války byl nucen studium přerušit a v roce 1915 narukoval na ruskou frontu, kde padl do zajetí. Zde těžce onemocněl, ale přesto využil možnost studovat byzantské malířství a sám rovněž maloval a provedl i několik nástěnných maleb. Do vlasti se vrátil s našimi legionáři až roku 1921 a s podlomeným zdravím. Po návratu pokračoval v nuceně přerušeném studiu na pražské uměleckoprůmyslové škole a po absolutoriu se následně usadil v Olšanech. Často navštěvoval ve Staré Říši Josefa Floriana, jemuž v letech 1922-1924 ilustroval některé knihy z jeho edice „Dobré dílo“. Později přesídlil do Telče, kde v roce 1924 provedl na stěně sokolovny rozměrnější sgrafito na téma Blaník. V roce 1926 podnikl několikaměsíční studijní cestu do Paříže a po návratu se v roce 1927 oženil s Annou Müllerovou. V tomto roce se chystal na cestu do Sovětského svazu, ale s cesty sešlo jelikož mu nebyla sovětskou stranou povolena. V roce 1929 opět odjel na studijní cestu do Itálie, kde studoval především staré mistry a byzantské umění v okolí Revenny. V roce 1938 se opět ozvaly válečné neduhy, znovu onemocněl a byl operován v jihlavské nemocnici. Po krátkém zlepšení jeho zdravotního stavu se náhle stav zhoršil a po druhé operaci koncem října 1938 ve Zlíně zemřel. Jeho ostatky byly převezeny do Telče a byl pohřben na hřbitově u sv. Anny.
J. A. Slavíček byl od roku 1921 členem výboru Občanské umělecké besedy, jehož časopis Život přinášel častěji reprodukce jeho prací a později byl členem Sdružení výtvarníků v Praze, jehož výstavy obesílal drobnými kolorovanými kresbami a akvarely. Vystavoval na četných domácích i zahraničních výstavách, dokonce až v Los Angeles. Ilustroval řadu knih edice „Dobré dílo“ a především pražského nakladatelství Družstevní práce, ale i jednotlivé knihy menších nakladatelství. Vytvořil velké množství Ex libris a navrhl také obaly pro některé telčské potravinářské provozovny.
V roce 1975 byla v malířově rodné obci Rozseči odhalena pamětní deska.

## Dílo

### Knižní ilustrace (výběr)
- Alexej Remizov - „Apokryfy “, Dřevorytové ilustrace
- Synge John Millington - „Jezdci na moři “
- Andrew Lang - „Panna Orleánská “
- Eysteinn Ásgrímsson - „Lilie “, staroislandská báseň
- František Loubal - „Malá kronika národa československého “ vydáno Volnou myšlenkou, dřevoryty.
- František Ladislav Čelakovský - „Ohlasy písní českých a ruských “, dřevoryty
- Antonio Baldini - „Michelaccio “
- Vikentij Veresajev - „Na slepé koleji “
- Aleksander Serafinovič - „Železný potok “
- Pantelejmon Serafinovič Romanov - „Rus “
- Jaromír Hořejš - „Cigo admirál “,
- Lev Nikolajevič Tolstoj - „Vzkříšení “ (1930), Melantrich

## Zastoupení ve sbírkách
- Ministerstvo školství a kultury, Praha
- Krajská galerie Vysočiny v Jihlavě
- Moravská galerie v Brně
- Národní knihovna v Praze
- Muzeum Otokara Březiny Jaroměřice nad Rokytnou
- Muzeum a galerie Dačice
- Krajská galerie výtvarného umění ve Zlíně
- Západočeská galerie v Plzni
- Památník národního písemnictví v Praze
- Severočeská galerie výtvarného umění v Litoměřicích
- Galerie středočeského kraje v Kutné Hoře
- obec Rozseč

a dalších

## Galerie

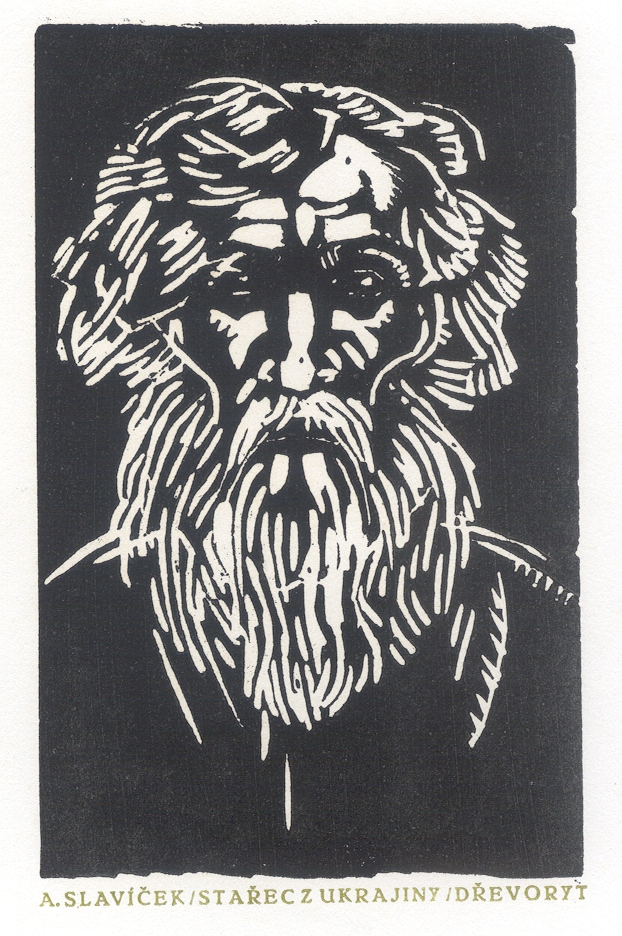
Stařec s Ukrajiny, dřevoryt
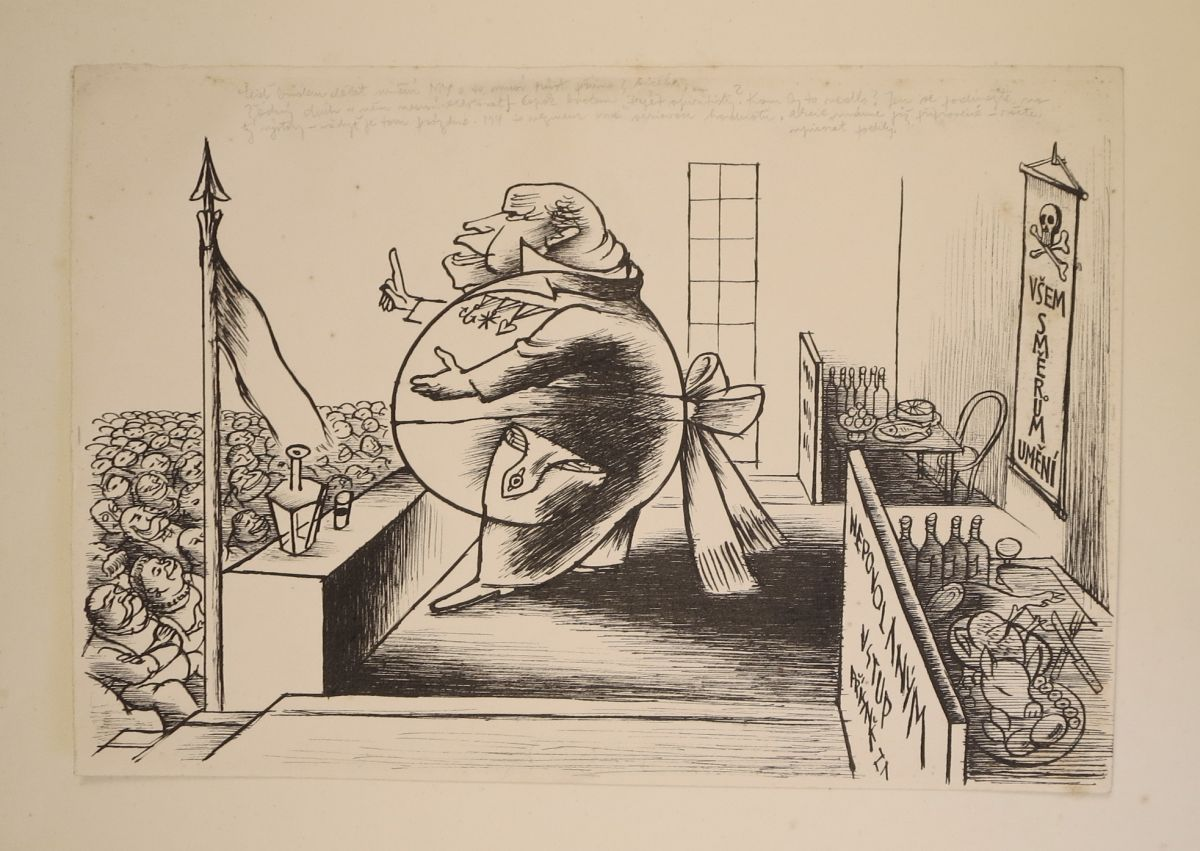
Před volbou (1935), tuš
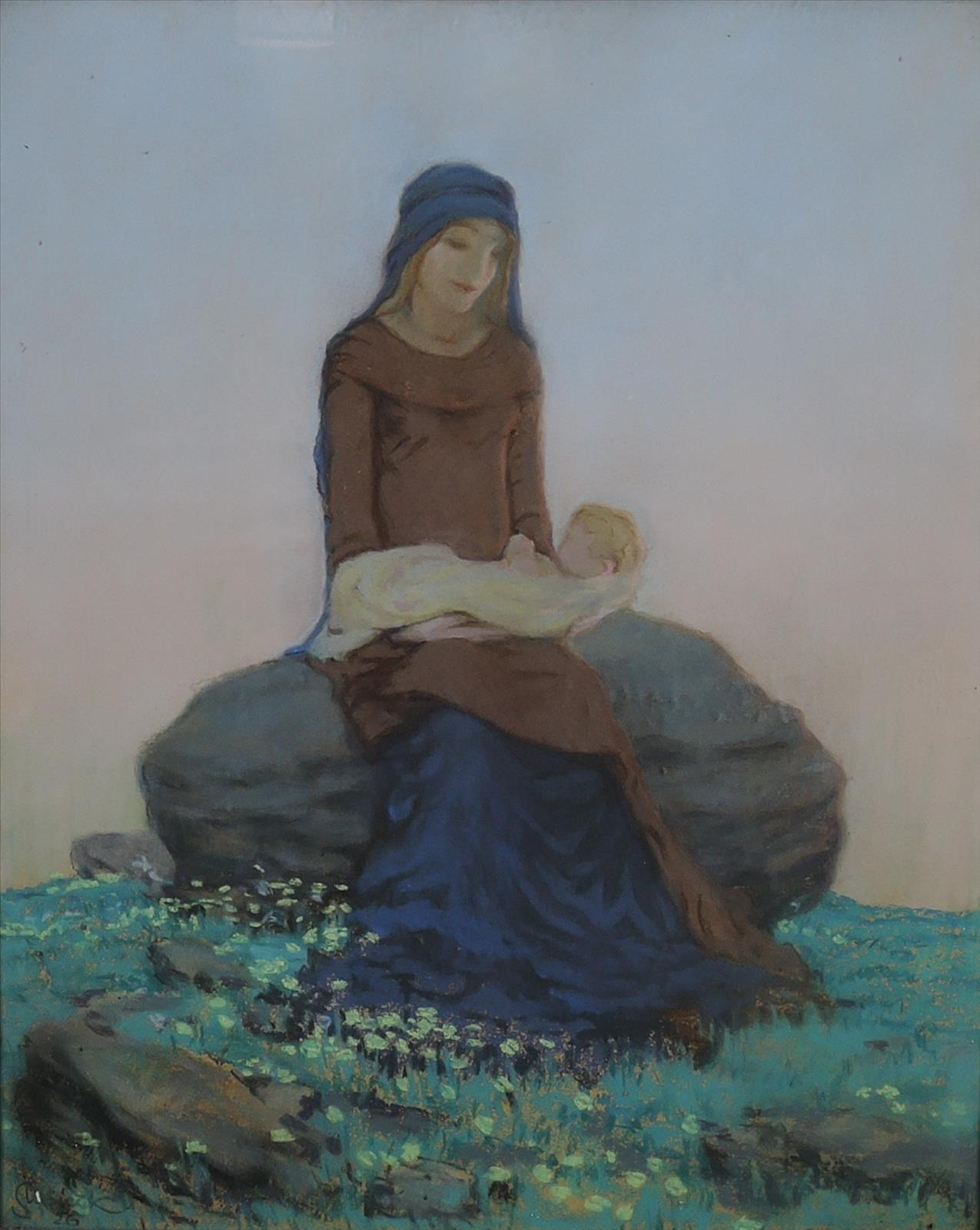
Matka, pastel
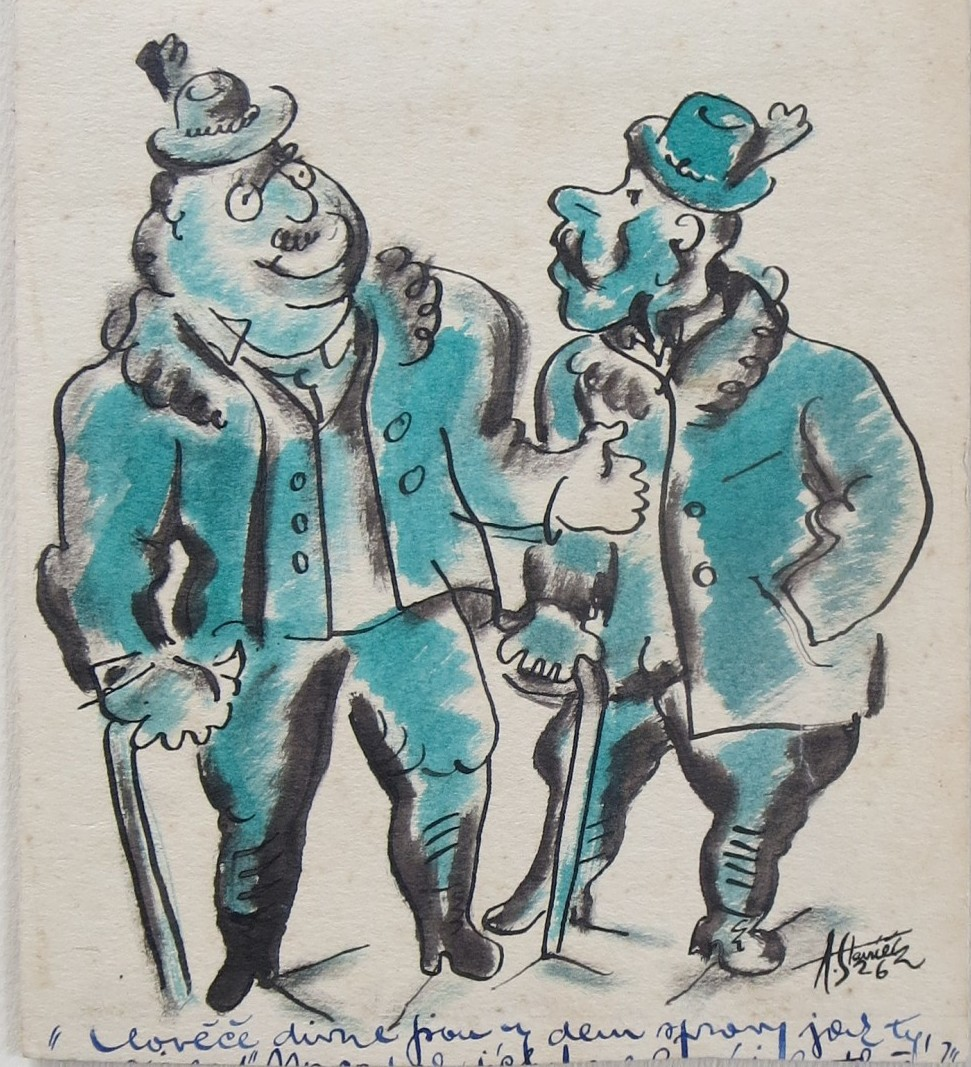
Lovu zdar (1926), tuš, akvarel, papír
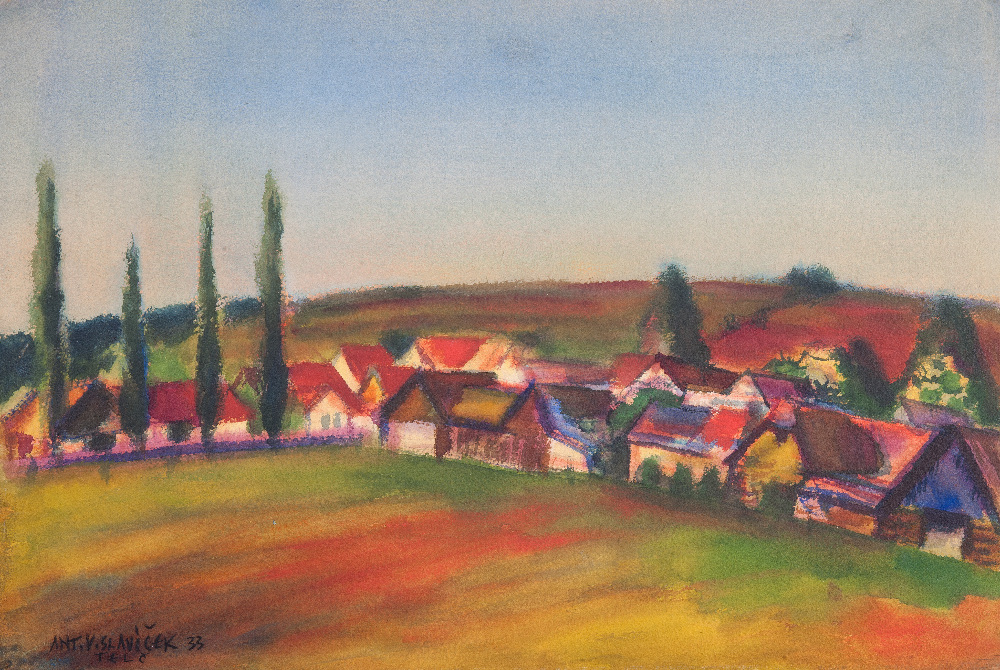
Řásná u Telče (1933), kvaš
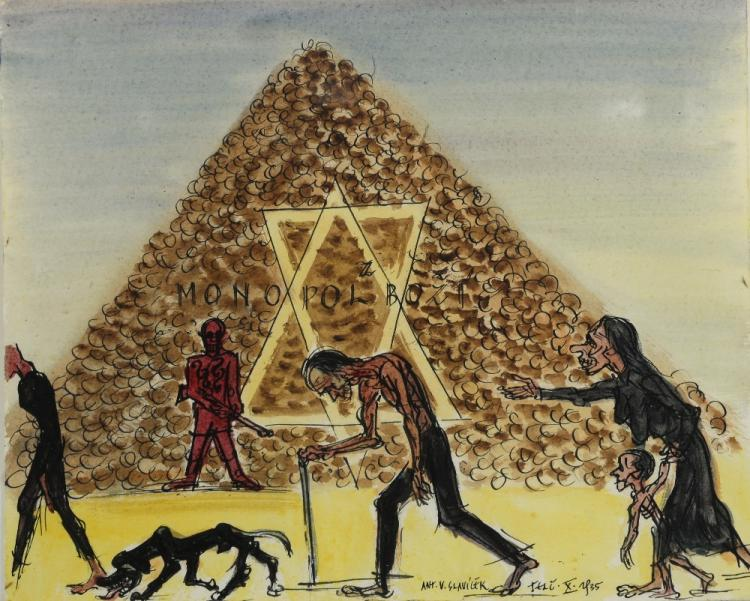
Monopolní krize, perokresba, akvarel
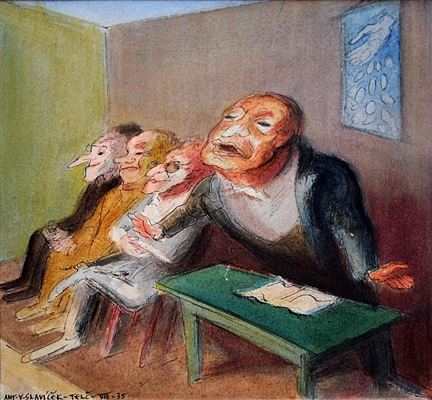
Mluvčí
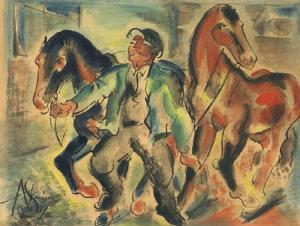
Koně (1925)
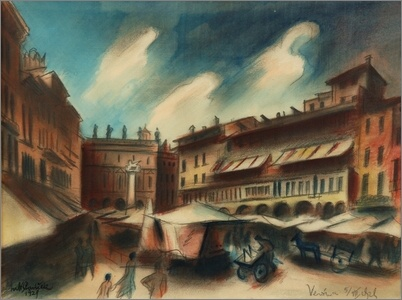
Veronna (1929), akvarel
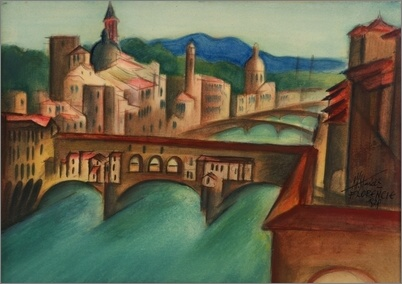
Florencie (1929), kvaš, tužka podkresba, akvarel, pastel, kresba perem, tuš
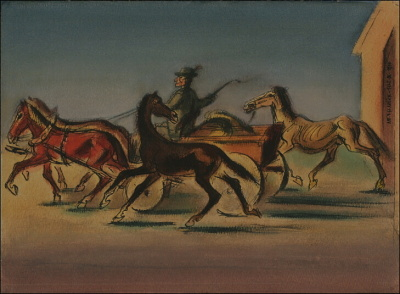
Handlíř (1935)